# Xã Marais Saline, Quận Ashley, Arkansas
Xã Marais Saline (tiếng Anh: Marais Saline Township) là một xã thuộc quận Ashley, tiểu bang Arkansas, Hoa Kỳ. Năm 2010, dân số của xã này là 165 người.